# HD 133131
HD 133131は、地球から約140光年離れた位置にある連星系である。太陽によく似た2つのG型主系列星から成る。

## 概要
年齢は約97億年と推定されており、太陽の2倍以上にもなる。互いの恒星は、360au離れており、4,240年かけて公転している。2016年に、主星と伴星が、共に太陽系外惑星を持っている事が発表された。連星系内において、複数の恒星が惑星を持っている例は極めて珍しく、他にはHD 20781(b、c)、HD 20782(b)やXO-2Sb(XO-2Ab)、XO-2Nb(XO-2Bb)ほどしか確認されていない。

### HD 133131 A
主星のHD 133131 Aは太陽の0.95倍の質量を持ち、表面温度は5,799Kで、太陽の5,778Kとほぼ同じである。HD 133131 Aには太陽系外惑星が2つ発見されている。内側を公転しているHD 133131 Abは、少なくとも木星ほどの質量を持ち、外側を公転しているHD 133131 Acは木星の半分ほどの質量である。それぞれ、HD 133131 Aから、1.44auと4.59au離れている。
| 名称 （恒星に近い順） | 質量            | 軌道長半径 （天文単位） | 公転周期 (日) | 軌道離心率  | 軌道傾斜角 | 半径 |
| --------------------- | --------------- | ----------------------- | ------------- | ----------- | ---------- | ---- |
| b                     | >1.42 ± 0.04 MJ | 1.44 ± 0.005            | 649 ± 3       | 0.33 ± 0.03 | —          | —    |
| c                     | >0.44 ± 0.14 MJ | 4.59 ± 0.82             | 3686 ± 970    | 0.50 ± 0.22 | —          | —    |

### HD 133131 B
伴星のHD 133131 Bは太陽の0.93倍の質量を持ち、表面温度は5,805Kで、主星よりもやや熱い。HD 133131 Bには、太陽系外惑星が1つ発見されており、下限質量は木星の2.5倍で、軌道離心率0.61の極端な楕円軌道を描いて公転している。
| 名称 （恒星に近い順） | 質量            | 軌道長半径 （天文単位） | 公転周期 (日) | 軌道離心率  | 軌道傾斜角 | 半径 |
| --------------------- | --------------- | ----------------------- | ------------- | ----------- | ---------- | ---- |
| b                     | >2.50 ± 0.05 MJ | 6.15 ± 0.59             | 5769 ± 831    | 0.61 ± 0.04 | —          | —    |